# Virieu
Virieu, tudi Virieu-sur-Bourbre, je naselje in občina v vzhodnem francoskem departmaju Isère regije Rona-Alpe. Leta 2009 je naselje imelo 1.011 prebivalcev.

## Geografija
Kraj leži v pokrajini Daufineji ob reki Bourbre, 47 km severozahodno od Grenobla.

## Uprava
Virieu je sedež istoimenskega kantona, v katerega so poleg njegove vključene še občine Bilieu, Blandin, Charavines, Chassignieu, Chélieu, Doissin, Montrevel, Oyeu, Panissage, Le Passage, Le Pin, Saint-Ondras in Valencogne z 8.244 prebivalci.
Kanton Virieu je sestavni del okrožja La Tour-du-Pin.

## Zanimivosti
- grad, prvotno trdnjava Château de Virieu iz začetka 11. stoletja, s francoskim vrtom iz 17. stoletja,
- cerkev sv. Petra in Pavla.